# National Football League w Indiach
National Football League była najwyższą piłkarską klasą rozgrywkową w Indiach w latach 1996–2007. W 2007 powstała I-League, jako następca ligi National Football League. Najlepszy zespół tych rozgrywek zostawał mistrzem Indii. 

## Zwycięzcy National Football League
- 1996/1997: JCT Phagwara
- 1997/1998: Mohun Bagan Kalkuta
- 1998/1999: Salgaocar Goa
- 1999/2000: Mohun Bagan Kalkuta
- 2000/2001: East Bengal Kalkuta
- 2001/2002: Mohun Bagan Kalkuta
- 2002/2003: East Bengal Kalkuta
- 2003/2004: East Bengal Kalkuta
- 2004/2005: Dempo Goa
- 2005/2006: Mahindra Mumbaj
- 2006/2007: Dempo Goa